# 男子テニス選手一覧
男子テニス選手一覧は、男子テニス選手をアルファベット順に並べたものである。

## A
- ホセ・アカスソ (José Acasuso) （アルゼンチン）
- デビッド・アダムズ (David Adams) （南アフリカ）
- アンドレ・アガシ (Andre Agassi) （アメリカ）
- ロナルド・アジェノール (Ronald Agenor) （ハイチ）
- カリム・アラミ (Karim Alami) （モロッコ）
- ラドゥ・アルボット (Radu Albot) （モルドバ）
- カルロス・アルカラス (Carlos Alcaraz) （スペイン）
- フレッド・アレクサンダー (Fred Alexander) （アメリカ）
- ジョン・アレクサンダー (John Alexander) （オーストラリア）
- ウィルマー・アリソン (Wilmer Allison) （アメリカ）
- ニコラス・アルマグロ (Nicolás Almagro) （スペイン）
- ホセ・マリア・アロンソ (José María Alonso) （スペイン）
- マニュエル・アロンソ (Manuel Alonso) （スペイン）
- ロビン・アマラーン (Robin Ammerlaan) （オランダ）
- ビジャイ・アムリトラジ (Vijay Amritraj) （インド）
- マリオ・アンチッチ (Mario Ančić) （クロアチア）
- ジェームズ・アンダーソン (James Anderson) （オーストラリア）
- ケビン・アンダーソン (Kevin Anderson) （南アフリカ）
- マルコム・アンダーソン (Malcolm Anderson) （オーストラリア）
- イーゴリ・アンドレエフ (Igor Andreev) （ロシア）
- パブロ・アンドゥハール (Pablo Andújar) （スペイン）
- ポール・アナコーン (Paul Annacone) （アメリカ）
- 青木岩雄 (Iwao Aoki) （日本）
- ヒシャム・アラジ (Hicham Arazi) （モロッコ）
- ホルディ・アレッセ (Jordi Arrese) （スペイン）
- ヨージェフ・アシュボード (József Asbóth) （ハンガリー）
- アーサー・アッシュ (Arthur Ashe) （アメリカ）- 黒人の先駆者
- シーモン・アスペリン (Simon Aspelin) （スウェーデン）
- フェリックス・オジェ＝アリアシム (Félix Auger-Aliassime) （カナダ）
- ヘンリー・オースチン (Henry Austin) （イングランド）
- ルイス・アヤラ (Luis Ayala) （チリ）

## B
- ハーバート・バデリー (Herbert Baddeley) （イングランド）
- ウィルフレッド・バデリー (Wilfred Baddeley) （イングランド）
- セバスティアン・バエス（Sebastian Baez）（アルゼンチン）
- マルコス・バグダティス (Marcos Baghdatis) （キプロス）
- ファクンド・バグニス (Facundo Bagnis) （アルゼンチン）
- マンスール・バーラミ (Mansour Bahrami) （イラン）
- ピエール・バルト (Pierre Barthès) （フランス）
- ミルジャ・バシッチ (Mirza Bašić) （ボスニア・ヘルツェゴビナ）
- ニコロズ・バシラシビリ (Nikoloz Basilashvili) （ジョージア）
- ロベルト・バウティスタ・アグート (Roberto Bautista Agut) （スペイン）
- カロル・ベック (Karol Beck) （スロバキア）
- ベンヤミン・ベッカー (Benjamin Becker) （ドイツ）
- ボリス・ベッカー (Boris Becker) （ドイツ）
- アルヤジ・ベデネ (Aljaž Bedene) （スロベニア ←→ イギリス）
- カール・ベア (Karl Behr) （アメリカ）
- トマス・ベルッシ (Thomaz Bellucci) （ブラジル）
- ジュリアン・ベネトー (Julien Benneteau) （フランス）
- リカルダス・ベランキス (Ričardas Berankis) （リトアニア）
- アルベルト・ベラサテギ (Alberto Berasategui) （スペイン）
- トマーシュ・ベルディハ (Tomáš Berdych) （チェコ）
- レナート・ベルゲリン (Lennart Bergelin) （スウェーデン）
- カルロス・ベルロク (Carlos Berlocq) （アルゼンチン）
- マルセル・ベルナール (Marcel Bernard) （フランス）
- ミヒャエル・ベラー (Michael Berrer) （ドイツ）
- マッテオ・ベレッティーニ (Matteo Berrettini) （イタリア）
- マヘシュ・ブパシ (Mahesh Bhupathi) （インド）
- ヨナス・ビョルクマン (Jonas Björkman) （スウェーデン）
- バイロン・ブラック (Byron Black) （ジンバブエ）
- ウェイン・ブラック (Wayne Black) （ジンバブエ）
- ジェームズ・ブレーク (James Blake) （アメリカ）
- アレックス・ボゴモロフ・ジュニア (Alex Bogomolov Jr.) （アメリカ → ロシア）
- ジョン・ピウス・ボーランド (John Pius Boland) （アイルランド）
- シモーネ・ボレッリ (Simone Bolelli) （イタリア）
- ロハン・ボパンナ (Rohan Bopanna) （インド）
- ビョルン・ボルグ (Björn Borg) （スウェーデン）
- ジャン・ボロトラ (Jean Borotra) （フランス）
- ビル・ボウリー (Bill Bowrey) （オーストラリア）
- ジョン・ブロムウィッチ (John Bromwich) （オーストラリア）
- ノーマン・ブルックス (Norman Brookes) （オーストラリア）
- ジェンソン・ブルックスビー（Jenson Brooksby）(アメリカ)
- ダスティン・ブラウン (Dustin Brown) （ジャマイカ → ドイツ）
- トム・ブラウン (Tom Brown) （アメリカ）
- ジャック・ブルニョン (Jacques Brugnon) （フランス）
- セルジ・ブルゲラ (Sergi Bruguera) （スペイン）
- ボブ・ブライアン (Bob Bryan) （アメリカ）
- マイク・ブライアン (Mike Bryan) （アメリカ）
- ドン・バッジ (Don Budge) （アメリカ）- テニス史上初の年間グランドスラム達成者
- ウィルヘルム・ブンゲルト (Wilhelm Bungert) （ドイツ）
- エリック・ブトラック (Eric Butorac) （アメリカ）

## C
- フアン・セバスティアン・カバル (Juan Sebastián Cabal) （コロンビア）
- ダレン・ケーヒル (Darren Cahill) （オーストラリア）
- アグスティン・カレリ (Agustín Calleri) （アルゼンチン）
- オリバー・キャンベル (Oliver Campbell) （アメリカ）
- ギリェルモ・カナス (Guillermo Cañas) （アルゼンチン）
- ロベルト・カルバリェス・バエナ (Roberto Carballés Baena) （スペイン）
- ケネス・カールセン (Kenneth Carlsen) （デンマーク）
- セルヒオ・カサル (Sergio Casal) （スペイン）
- パット・キャッシュ (Pat Cash) （オーストラリア）
- パブロ・カレーニョ・ブスタ (Pablo Carreño Busta) （スペイン）
- マルコ・チェッキナート (Marco Cecchinato) （イタリア）
- フランティシェク・チェルマク (František Čermák) （チェコ）
- フランシスコ・セルンドロ (Francisco Cerúndolo) （アルゼンチン）
- フアン・マヌエル・セルンドロ (Juan Manuel Cerúndolo) （アルゼンチン）
- マルコム・チェイス (Malcolm Chace) （アメリカ）
- マイケル・チャン (Michael Chang) （アメリカ）
- ジェレミー・シャルディー (Jérémy Chardy) （フランス）
- フアン・イグナシオ・チェラ (Juan Ignacio Chela) （アルゼンチン）
- アンドレイ・チェルカソフ (Andrei Cherkasov) （ソビエト連邦）
- アンドレイ・チェスノコフ (Andrei Chesnokov) （ソビエト連邦）
- マルコ・チウディネリ (Marco Chiudinelli) （スイス）
- 鄭現 (Hyeon Chung) （韓国）
- マリン・チリッチ (Marin Čilić) （クロアチア）
- クラレンス・クラーク (Clarence Clark) （アメリカ）
- ジョセフ・クラーク (Joseph Clark) （アメリカ）
- アルノー・クレマン (Arnaud Clément) （フランス）
- ホセ・ルイス・クレルク (José Luis Clerc) （アルゼンチン）
- ウィリアム・クローシャー (William Clothier) （アメリカ）
- アンリ・コシェ (Henri Cochet) （フランス）
- ジミー・コナーズ (Jimmy Connors) （アメリカ）
- エルウッド・クック (Elwood Cooke) （アメリカ）
- アシュレー・クーパー (Ashley Cooper) （オーストラリア）
- マリウス・コピル (Marius Copil) （ルーマニア）
- ギリェルモ・コリア (Guillermo Coria) （アルゼンチン）
- ボルナ・チョリッチ (Borna Ćorić) （クロアチア）
- アレックス・コレチャ (Álex Corretja) （スペイン）
- アルベルト・コスタ (Albert Costa) （スペイン）
- ジム・クーリエ (Jim Courier) （アメリカ）
- ゴットフリート・フォン・クラム (Gottfried von Cramm) （ドイツ）
- ジャック・クロフォード (Jack Crawford) （オーストラリア）
- パブロ・クエバス (Pablo Cuevas) （ウルグアイ）
- ケビン・カレン (Kevin Curren) （南アフリカ → アメリカ）

## D
- マルティン・ダム (Martin Damm) （チェコ）
- ダニエル太郎 (Taro Daniel) （日本）
- スティーブ・ダルシス (Steve Darcis) （ベルギー）
- ピエール・ダーモン (Pierre Darmon) （フランス）
- オーウェン・デビッドソン (Owen Davidson) （オーストラリア）
- スベン・デビッドソン (Sven Davidson) （スウェーデン）
- アレハンドロ・ダビドビッチ・フォキナ（Alejandro Davidvich Fokina）（スペイン）
- ドワイト・フィリー・デービス (Dwight Filley Davis) （アメリカ）- デビスカップ創設者
- スコット・デービス (Scott Davis) （アメリカ）
- ニコライ・ダビデンコ (Nikolay Davydenko) （ロシア）
- ティエモ・デ・バッカー (Thiemo de Bakker) （オランダ）
- マックス・デキュジス (Max Décugis) （フランス）
- フェデリコ・デルボニス (Federico Delbonis) （アルゼンチン）
- アメア・ディリック (Amer Delic) （アメリカ → ボスニア・ヘルツェゴビナ）
- フアン・マルティン・デル・ポトロ (Juan Martín del Potro) （アルゼンチン）
- アレックス・デミノー (Alex de Minaur) （オーストラリア）
- フィル・デント (Phil Dent) （オーストラリア）
- テーラー・デント (Taylor Dent) （アメリカ）
- スティーブ・デントン (Steve Denton) （アメリカ）
- ラスロ・ジェレ (Laslo Đere) （セルビア）
- ソムデブ・デブバルマン (Somdev Devvarman) （インド）
- アルノー・ディ・パスカル (Arnaud Di Pasquale) （フランス）
- グリゴール・ディミトロフ (Grigor Dimitrov) （ブルガリア）
- ルーカス・ドロウヒー (Lukáš Dlouhý) （チェコ）
- ジョン・ドエグ (John Doeg) （アメリカ）
- イワン・ドディグ (Ivan Dodig) （ボスニア・ヘルツェゴビナ → クロアチア）
- ローレンス・ドハティー (Laurence Doherty) （イングランド）
- レジナルド・ドハティー (Reginald Doherty) （イングランド）
- ノバク・ジョコビッチ (Novak Đoković) （セルビア）
- アレクサンドル・ドルゴポロフ (Alexandr Dolgopolov) （ウクライナ）
- ヤヒヤ・ドゥンビア (Yahiya Doumbia) （セネガル）
- ジャック・ドレイパー (Jack Draper) （イギリス）
- ヤロスラフ・ドロブニー (Jaroslav Drobný) （チェコスロバキア）
- クリフ・ドリスデール (Cliff Drysdale) （南アフリカ）
- ジェームズ・ドワイト (James Dwight) （アメリカ）
- ダミル・ジュムール (Damir Džumhur) （ボスニア・ヘルツェゴビナ）

## E
- マシュー・エブデン (Matthew Ebden) （オーストラリア）
- ステファン・エドベリ (Stefan Edberg) （スウェーデン）
- マーク・エドモンドソン (Mark Edmondson) （オーストラリア）
- カイル・エドマンド (Kyle Edmund) （イギリス）
- 江原弘泰 (Hiroyasu Ehara) （日本）
- ユーネス・エル・アイナウイ (Younes El Aynaoui) （モロッコ）
- ヤッコ・エルティン (Jacco Eltingh) （オランダ）
- ロイ・エマーソン (Roy Emerson) （オーストラリア）
- トーマス・エンクビスト (Thomas Enqvist) （スウェーデン）
- ジョナサン・エルリック (Jonathan Erlich) （イスラエル）
- ニコラ・エスクード (Nicolas Escudé) （フランス）
- ビクトル・エステラ・ブルゴス (Víctor Estrella Burgos) （ドミニカ共和国）
- ピエール・エチュバステール (Pierre Etchebaster) （フランス）
- ダニエル・エバンス (Daniel Evans) （イギリス）

## F
- ボブ・ファルケンバーグ (Bob Falkenburg) （アメリカ → ブラジル）
- アレハンドロ・ファジャ (Alejandro Falla) （コロンビア）
- ロベルト・ファラ (Robert Farah) （コロンビア）
- ロジャー・フェデラー (Roger Federer) （スイス）
- ウェイン・フェレイラ (Wayne Ferreira) （南アフリカ）
- ダビド・フェレール (David Ferrer) （スペイン）
- フアン・カルロス・フェレーロ (Juan Carlos Ferrero) （スペイン）
- ヴォイチェフ・フィバク (Wojciech Fibak) （ポーランド）
- マルセロ・フィリピーニ (Marcelo Filippini) （ウルグアイ）
- アルトゥール・フィス (Arthur Fils) （フランス）
- マーディ・フィッシュ (Mardy Fish) （アメリカ）
- ジョン・フィッツジェラルド (John Fitzgerald) （オーストラリア）
- ケン・フラック (Ken Flach) （アメリカ）
- エドウィン・フラック (Edwin Flack) （オーストリア）
- ハーバート・フラム (Herbert Flam) （アメリカ）
- ピーター・フレミング (Peter Fleming) （アメリカ）
- ケン・フレッチャー (Ken Fletcher) （オーストラリア）
- ファビオ・フォニーニ (Fabio Fognini) （イタリア）
- ギー・フォルジェ (Guy Forget) （フランス）
- ハビエル・フラナ (Javier Frana) （アルゼンチン）
- ニール・フレーザー (Neale Fraser) （オーストラリア）
- テイラー・フリッツ (Taylor Fritz) （アメリカ）
- オットー・フロイツハイム (Otto Froitzheim) （ドイツ）
- マートン・フチョビッチ (Márton Fucsovics) （ハンガリー）
- 福田雅之助 (Masanosuke Fukuda) （日本）
- 福井烈 (Tsuyoshi Fukui) （日本）
- マリウシュ・フィルステンベルク (Mariusz Fyrstenberg) （ポーランド）

## G
- ティムラズ・ガバシュビリ (Teymuraz Gabashvili) （ロシア）
- ジャン＝マイケル・ギャンビル (Jan-Michael Gambill) （アメリカ）
- ギリェルモ・ガルシア＝ロペス (Guillermo García-López) （スペイン）
- チャールズ・ガーランド (Charles Garland) （アメリカ）
- リシャール・ガスケ (Richard Gasquet) （フランス）
- ユーゴ・ガストン (Hugo Gaston) （フランス）
- ガストン・ガウディオ (Gastón Gaudio) （アルゼンチン）
- リス・ゲメル (Rhys Gemmell) （オーストラリア）
- クリスチャン・ガリン (Cristian Garín) （チリ）
- モーリス・ジェルモー (Maurice Germot) （フランス）
- ビタス・ゲルレイティス (Vitas Gerulaitis) （アメリカ）
- サミー・ジアマルバ・ジュニア (Sammy Giammalva Jr.) （アメリカ）
- マルク・ジケル (Marc Gicquel) （フランス）
- ブラッド・ギルバート (Brad Gilbert) （アメリカ）
- アンドレス・ヒメノ (Andrés Gimeno) （スペイン）
- ロビー・ジネプリ (Robby Ginepri) （アメリカ）
- サンティアゴ・ヒラルド (Santiago Giraldo) （コロンビア）
- フアン・ヒスベルト (Juan Gisbert) （スペイン）
- キース・グレッドヒル (Keith Gledhill) （アメリカ）
- シュロモ・グリックスタイン (Shlomo Glickstein) （イスラエル）
- アンドレ・ゴベール (André Gobert) （フランス）
- マルク＝ケビン・ゲルナー (Marc-Kevin Goellner) （ドイツ）
- ダビド・ゴファン (David Goffin) （ベルギー）
- ボルナ・ゴヨ (Borna Gojo) （クロアチア）
- ペーター・ゴヨフチク (Peter Gojowczyk) （ドイツ）
- アンドレイ・ゴルベフ (Andrey Golubev) （ロシア → カザフスタン）
- アンドレス・ゴメス (Andrés Gómez) （エクアドル）
- フェルナンド・ゴンサレス (Fernando González) （チリ）
- パンチョ・ゴンザレス (Pancho Gonzales) （アメリカ）
- サンティアゴ・ゴンサレス (Santiago González) （メキシコ）
- アーサー・ゴア (Arthur Gore) （イングランド）
- スペンサー・ゴア (Spencer Gore) （イングランド）- 第1回ウィンブルドン優勝者
- ブライアン・ゴットフリート (Brian Gottfried) （アメリカ）
- ジェイ・グールド2世 (Jay Gould II) （アメリカ）
- ジム・グラブ (Jim Grabb) （アメリカ）
- クラーク・グレーブナー (Clark Graebner) （アメリカ）
- マルセル・グラノリェルス (Marcel Granollers) （スペイン）
- ブライアン・グラント (Bryan Grant) （アメリカ）
- コリン・グレゴリー (Colin Gregory) （イングランド）
- タロン・フリークスポール (Tallon Griekspoor) （オランダ）
- クラレンス・グリフィン (Clarence Griffin) （アメリカ）
- セバスチャン・グロジャン (Sébastien Grosjean) （フランス）
- エルネスツ・ガルビス (Ernests Gulbis) （ラトビア）
- ティム・ガリクソン (Tim Gullikson) （アメリカ）
- トム・ガリクソン (Tom Gullikson) （アメリカ）
- ハインツ・ギュンタード (Heinz Günthardt) （スイス）

## H
- ポール・ハーフース (Paul Haarhuis) （オランダ）
- トミー・ハース (Tommy Haas) （ドイツ）
- ロビン・ハーセ (Robin Haase) （オランダ）
- ハロルド・ハケット (Harold Hackett) （アメリカ）
- フランク・ハドー (Frank Hadow) （イングランド）
- ヤン・ハジェク (Jan Hájek) （チェコ）
- デビッド・ホール (David Hall) （オーストラリア）
- ウィロビー・ハミルトン (Willoughby Hamilton) （アイルランド）
- ビクトル・ハネスク (Victor Hănescu) （ルーマニア）
- ポール・ハンリー (Paul Hanley) （オーストラリア）
- 原田夏希 (Natsuki Harada) （日本）
- 原田武一 (Takeichi Harada) （日本）
- 針重敬喜 (Keiki Harisige) （日本）
- ライアン・ハリソン (Ryan Harrison) （アメリカ）
- ジョン・ハートリー (John Hartley) （イングランド）
- ジョン・ホークス (John Hawkes) （オーストラリア）
- ロドニー・ヒース (Rodney Heath) （オーストラリア）- 第1回全豪オープン優勝者
- ヘンナー・ヘンケル (Henner Henkel) （ドイツ）
- ティム・ヘンマン (Tim Henman) （イギリス）
- ピエール＝ユーグ・エルベール (Pierre-Hugues Herbert) （フランス）
- ヤン・ヘルニチ (Jan Hernych) （チェコ）
- ボブ・ヒューイット (Bob Hewitt) （オーストラリア → 南アフリカ）
- レイトン・ヒューイット (Lleyton Hewitt) （オーストラリア）
- ホセ・ヒゲラス (José Higueras) （スペイン）
- ヤコブ・ラセク (Jakob Hlasek) （スイス）
- ルー・ホード (Lew Hoad) （オーストラリア）
- ハリー・ホップマン (Harry Hopman) （オーストラリア）
- ルイス・オルナ (Luis Horna) （ペルー）
- ステファン・ウデ (Stéphane Houdet) （フランス）
- フレッド・ホビー (Fred Hovey) （アメリカ）
- ドミニク・フルバティ (Dominik Hrbatý) （スロバキア）
- トレト・ユーイ (Treat Huey) （フィリピン）
- ジョー・ハント (Joe Hunt) （アメリカ）
- フランシス・ハンター (Francis Hunter) （アメリカ）
- フベルト・フルカチュ (Hubert Hurkacz) （ポーランド）
- ステファン・フース (Stephen Huss) （オーストラリア）

## I
- マルセル・イルハン (Marsel İlhan) （トルコ）
- 石黒修 (Osamu Ishiguro) （日本）
- ジョン・イスナー (John Isner) （アメリカ）
- デニス・イストミン (Denis Istomin) （ウズベキスタン）
- 伊藤竜馬 (Tatsuma Ito) （日本）
- ゴラン・イワニセビッチ (Goran Ivanišević) （クロアチア）
- 岩渕聡 (Satoshi Iwabuchi) （日本）

## J
- イェジ・ヤノヴィッツ (Jerzy Janowicz) （ポーランド）
- ニコラス・ジャリー (Nicolás Jarry) （チリ）
- アンダース・ヤリード (Anders Järryd) （スウェーデン）
- マレク・ジャジリ (Malek Jaziri) （チュニジア）
- ミカエル・ジェレミアス (Michaël Jérémiasz) （フランス）
- ヨアキム・ヨハンソン (Joachim Johansson) （スウェーデン）
- トーマス・ヨハンソン (Thomas Johansson) （スウェーデン）
- スティーブ・ジョンソン (Steve Johnson) （アメリカ）
- ビル・ジョンストン (Bill Johnston) （アメリカ）

## K
- エフゲニー・カフェルニコフ (Yevgeny Kafelnikov) （ロシア）
- カレン・ハチャノフ (Karen Khachanov) （ロシア）
- 神和住純 (Jun Kamiwazumi) （日本）
- 加茂公成 (Kosei Kamo) （日本）
- 金子英樹 (Hideki Kaneko) （日本）
- イボ・カロビッチ (Ivo Karlović) （クロアチア）
- ディオニシオス・カスダリス (Dionysios Kasdaglis) （エジプト・ギリシャ）
- 柏尾誠一郎 (Seiichiro Kashio) （日本）
- ミオミル・ケツマノビッチ (Miomir Kecmanović) （セルビア）
- ニコラス・キッカー (Nicolás Kicker) （アルゼンチン）
- ニコラス・キーファー (Nicolas Kiefer) （ドイツ）
- 金奉洙 (Kim Bong-soo) （韓国）
- アルガーノン・キングスコート (Algernon Kingscote) （イングランド）
- ハワード・キンゼイ (Howard Kinsey) （アメリカ）
- アレクサンダー・キティノフ (Aleksandar Kitinov) （マケドニア）
- ハロルド・キトソン (Harold Kitson) （南アフリカ）
- レイベン・クラーセン (Raven Klaasen) （南アフリカ）
- マルティン・クリザン (Martin Kližan) （スロバキア）
- ユリアン・ノール (Julian Knowle) （オーストリア）
- マーク・ノールズ (Mark Knowles) （バハマ）
- ヤン・コデシュ (Jan Kodeš) （チェコスロバキア）
- フィリップ・コールシュライバー (Philipp Kohlschreiber) （ドイツ）
- タナシ・コッキナキス (Thanashi Kokkinakis）  （オーストラリア）
- ヘンリ・コンティネン (Henri Kontinen) （フィンランド）
- ペトル・コルダ (Petr Korda) （チェコ）
- セバスチャン・コルダ (Sebastian Korda) （アメリカ）
- エフゲニー・コロレフ (Evgeny Korolev) （ロシア → カザフスタン）
- リカルト・クライチェク (Richard Krajicek) （オランダ）
- ボアズ・クレーメル (Boaz Kremer) （イスラエル）
- フィリプ・クライノビッチ (Filip Krajinović) （セルビア）
- ジャック・クレーマー (Jack Kramer) （アメリカ）
- オスカー・クロイツァー (Oscar Kreuzer) （ドイツ）
- アーロン・クリックステイン (Aaron Krickstein) （アメリカ）
- ヨハン・クリーク (Johan Kriek) （南アフリカ → アメリカ）
- ラメシュ・クリシュナン (Ramesh Krishnan) （インド）
- タデウス・クルシェルニツキ (Tadeusz Kruszelnicki) （ポーランド）
- ルカシュ・クボット (Łukasz Kubot) （ポーランド）
- カロル・クチェラ (Karol Kučera) （スロバキア）
- デニス・クドラ (Denis Kudla) （アメリカ）
- グスタボ・クエルテン (Gustavo Kuerten) （ブラジル）
- 九鬼潤 (Jun Kuki) （日本）
- ミハイル・ククシュキン (Mikhail Kukushkin) （ロシア → カザフスタン）
- ニクラス・クルティ (Nicklas Kulti) （スウェーデン）
- 熊谷一弥 (Ichiya Kumagae) （日本）
- 隈丸次郎 (Jiro Kumamaru) （日本）
- 国枝慎吾 (Shingo Kunieda) （日本）
- イーゴリ・クニツィン (Igor Kunitsyn) （ロシア）
- アンドレイ・クズネツォフ (Andrey Kuznetsov) （ロシア）
- 權順宇 (Soonwoo Kwon) （韓国）
- ニック・キリオス (Nick Kyrgios) （オーストラリア）

## L
- イラクリ・ラバーゼ (Irakli Labadze) （ジョージア）
- ルネ・ラコステ (René Lacoste) （フランス）
- ルカシュ・ラツコ (Lukáš Lacko) （スロバキア）
- ドゥシャン・ラヨビッチ (Dušan Lajović) （セルビア）
- ニコラス・ラペンティ (Nicolás Lapentti) （エクアドル）
- セバスチャン・ラルー (Sébastien Lareau) （カナダ）
- ウィリアム・ラーンド (William Larned) （アメリカ）
- アーサー・ラーセン (Arthur Larsen) （アメリカ）
- ロッド・レーバー (Rod Laver) （オーストラリア）- 男子テニス史上2人目の年間グランドスラム達成者
- ハーバート・ローフォード (Herbert Lawford) （イングランド）
- リック・リーチ (Rick Leach) （アメリカ）
- アンリ・ルコント (Henri Leconte) （フランス）
- 李亨澤 (Lee Hyung-taik) （韓国）
- イジー・レヘチカ (Jiří Lehečka) （チェコ）
- イワン・レンドル (Ivan Lendl) （チェコスロバキア → アメリカ）
- エドガー・レナード (Edgar Leonard) （アメリカ）
- ロバート・ルロイ (Robert LeRoy) （アメリカ）
- クリス・ルイス (Chris Lewis) （ニュージーランド）
- ヤロスラフ・レビンスキー (Jaroslav Levinský) （チェコ）
- ロベルト・リンドステット (Robert Lindstedt) （スウェーデン）
- スコット・リプスキー (Scott Lipsky) （アメリカ）
- ジャン＝ルネ・リスナール (Jean-René Lisnard) （フランス → モナコ）
- イワン・リュビチッチ (Ivan Ljubičić) （クロアチア）
- ミカエル・ロドラ (Michaël Llodra) （フランス）
- ジョン・ロイド (John Lloyd) （イギリス）
- フアン・イグナシオ・ロンデロ (Juan Ignacio Lóndero) （アルゼンチン）
- パオロ・ロレンツィ (Paolo Lorenzi) （イタリア）
- フェリシアーノ・ロペス (Feliciano López) （スペイン）
- マルク・ロペス (Marc López) （スペイン）
- ジョージ・ロット (George Lott) （アメリカ）
- ゴードン・ロウ (Gordon Lowe) （イングランド）
- 盧彦勳 (Yen-Hsun Lu) （台湾）
- 林宝華 (Lum Pao-Hua) （中国）
- ピーター・ルクザック (Peter Luczak) （オーストラリア）
- ピーター・ルンドグレン (Peter Lundgren) （スウェーデン）
- ランドルフ・ライセット (Randolph Lycett) （イギリス）

## M
- トマーシュ・マハーチ (Tomáš Macháč) （チェコ）
- ハロルド・マホニー (Harold Mahony) （アイルランド）
- ニコラ・マユ (Nicolas Mahut) （フランス）
- ジーン・マコ (Gene Mako) （アメリカ）
- グザビエ・マリス (Xavier Malisse) （ベルギー）
- セシル・マミート (Cecil Mamiit) （フィリピン）
- アドリアン・マナリノ (Adrian Mannarino) （フランス）
- アモス・マンスドルフ (Amos Mansdorf) （イスラエル）
- フェリックス・マンティーリャ (Félix Mantilla) （スペイン）
- オリバー・マラチ (Oliver Marach) （オーストリア）
- フアン・アントニオ・マリン (Juan Antonio Marín) （コスタリカ）
- ジョン・マークス (John Marks) （オーストラリア）
- マクシミリアン・マーテラー (Maximilian Marterer) （ドイツ）
- アラステア・マーティン (Alastair Martin) （アメリカ）
- アルベルト・マルティン (Alberto Martín) （スペイン）
- トッド・マーティン (Todd Martin) （アメリカ）
- ニコラス・マスー (Nicolás Massú) （チリ）
- 増田健太郎 (Kentaro Masuda) （日本）
- ポール＝アンリ・マチュー (Paul-Henri Mathieu) （フランス）
- マルチン・マトコフスキ (Marcin Matkowski) （ポーランド）
- マリンコ・マトセビッチ (Marinko Matosevic) （オーストラリア）
- 松井俊英 (Toshihide Matsui) （日本）
- 松本武雄 (Takeo Matsumoto) （日本）
- 松岡修造 (Shuzo Matsuoka) （日本）
- フロリアン・マイヤー (Florian Mayer) （ドイツ）
- レオナルド・マイエル (Leonardo Mayer) （アルゼンチン）
- ティム・メイヨット (Tim Mayotte) （アメリカ）
- マッケンジー・マクドナルド (Mackenzie McDonald) （アメリカ）
- ジョン・マッケンロー (John McEnroe) （アメリカ）
- パトリック・マッケンロー (Patrick McEnroe) （アメリカ）
- ビビアン・マグラス (Vivian McGrath) （オーストラリア）
- ケン・マグレガー (Ken McGregor) （オーストラリア）
- チャック・マッキンリー (Chuck McKinley) （アメリカ）
- マクラクラン勉 (Ben McLachlan) （ニュージーランド → 日本）
- モーリス・マクローリン (Maurice McLoughlin) （アメリカ）
- フルー・マクミラン (Frew McMillan) （南アフリカ）
- ピーター・マクナマラ (Peter McNamara) （オーストラリア）
- ポール・マクナミー (Paul McNamee) （オーストラリア）
- ドン・マクニール (Don McNeill) （アメリカ）
- ミロスラフ・メチージュ (Miloslav Mečíř) （チェコスロバキア）
- アンドレイ・メドベデフ (Andrei Medvedev) （ウクライナ）
- ダニール・メドベージェフ (Daniil Medvedev) （ロシア）
- フロリン・メルジェ (Florin Mergea) （ルーマニア）
- フェルナンド・メリジェニ (Fernando Meligeni) （ブラジル）
- フェリペ・メリジェニ・アウベス (Felipe Meligeni Alves) （ブラジル）
- マルセロ・メロ (Marcelo Melo) （ブラジル）
- ユルゲン・メルツァー (Jürgen Melzer) （オーストリア）
- ロデリク・メンツェル (Roderich Menzel) （チェコスロバキア → ドイツ）
- アレックス・メトレベリ (Alex Metreveli) （ソビエト連邦）
- グレン・ミチバタ (Glenn Michibata) （カナダ）
- ユースタス・マイルズ (Eustace Miles) （イギリス）
- ジョン・ミルマン (John Millman) （オーストラリア）
- 三神八四郎 (Hachishiro Mikami) （日本）
- 三木龍喜 (Tatsuyoshi Miki) （日本）
- イボ・ミナール (Ivo Minář) （チェコ）
- マックス・ミルヌイ (Max Mirnyi) （ベラルーシ）
- 三橋淳 (Jun Mitsuhashi) （日本）
- 宮城淳 (Atsushi Miyagi) （日本）
- 望月慎太郎 (Shintaro Mochizuki) （日本）
- フアン・モナコ (Juan Mónaco) （アルゼンチン）
- ガエル・モンフィス (Gaël Monfils) （フランス）
- アルベルト・モンタニェス (Albert Montañés) （スペイン）
- ウェスリー・ムーディ (Wesley Moodie) （南アフリカ）
- エドガー・ムーン (Edgar Moon) （オーストラリア）
- エンリケ・モレア (Enrique Morea) （アルゼンチン）
- 守屋宏紀 (Hiroki Moriya) （日本）
- ウンベルト・デ・モルプルゴ (Umberto de Morpurgo) （イタリア）
- 本村剛一 (Gouichi Motomura) （日本）
- カルロス・モヤ (Carlos Moyá) （スペイン）
- ジョヴァニ・ンペシ・ペリカール (Giovanni Mpetshi Perricard) （フランス）
- アレクサンドル・ミュレ (Alexandre Müller) （フランス）
- ジレ・ミュラー (Gilles Müller) （ルクセンブルク）
- マーティン・マリガン (Martin Mulligan) （オーストラリア）
- ガードナー・ムロイ (Gardnar Mulloy) （アメリカ）
- ハウメ・ムナル (Jaume Munar) （スペイン）
- 村上武資 (Takeshi Murakami) （日本）
- アンディ・マリー (Andy Murray) （イギリス）
- ジェイミー・マリー (Jamie Murray) （イギリス）
- リンドレイ・マレー (Lindley Murray) （アメリカ）
- ロレンツォ・ムゼッティ（Lorenzo Musetti）（イタリア）
- トーマス・ムスター (Thomas Muster) （オーストリア）

## N
- ラファエル・ナダル (Rafael Nadal) （スペイン）
- 中川直樹 (Naoki Nakagawa) （日本）
- 中野文照 (Fumiteru Nakano) （日本）
- ダビド・ナルバンディアン (David Nalbandian) （アルゼンチン）
- イリ・ナスターゼ (Ilie Năstase) （ルーマニア）
- ダニエル・ネスター (Daniel Nestor) （カナダ）
- ジョン・ニューカム (John Newcombe) （オーストラリア）
- フレデリク・ニールセン (Frederik Nielsen) （デンマーク）
- クルト・ニールセン (Kurt Nielsen) （デンマーク）
- ヤルコ・ニエミネン (Jarkko Nieminen) （フィンランド）
- 仁木拓人 (Takuto Niki) （日本）
- ナサニエル・ナイルズ (Nathaniel Niles) （アメリカ）
- 西岡良仁 (Yoshihito Nishioka) （日本）
- 錦織圭 (Kei Nishikori) （日本）
- ヤニック・ノア (Yannick Noah) （フランス）
- ディック・ノーマン (Dick Norman) （ベルギー）
- マグヌス・ノーマン (Magnus Norman) （スウェーデン）
- キャメロン・ノリー (Cameron Norrie) （イギリス）
- ブライアン・ノートン (Brian Norton) （南アフリカ）
- カレル・ノバチェク (Karel Nováček) （チェコ）
- イジー・ノバク (Jiří Novák) （チェコ）
- 布井良助 (Ryosuke Nunoi) （日本）

## O
- アレックス・オブライエン (Alex O'Brien) （アメリカ）
- ウェイン・オデスニク (Wayne Odesnik) （アメリカ）
- エンドゥカ・オディゾール (Nduka Odizor) （ナイジェリア）
- アーサー・オハラウッド (Arthur O'Hara Wood) （オーストラリア）
- パット・オハラウッド (Pat O'Hara Wood) （オーストラリア）
- トム・オッカー (Tom Okker) （オランダ）
- アンドレイ・オルホフスキー (Andrei Olhovskiy) （ロシア）
- アレックス・オルメド (Alex Olmedo) （ペルー）
- 小ノ澤新 (Arata Onozawa) （日本）
- メノ・オースティング (Menno Oosting) （オランダ）
- ライリー・オペルカ (Reilly Opelka) （アメリカ）
- マニュエル・オランテス (Manuel Orantes) （スペイン）
- ラファエル・オスナ (Rafael Osuna) （メキシコ）

## P
- リーンダー・パエス (Leander Paes) （インド）
- ディニー・ペイルズ (Dinny Pails) （オーストラリア）
- ブノワ・ペール (Benoît Paire) （フランス）
- ジャレッド・パーマー (Jared Palmer) （アメリカ）
- アドリアーノ・パナッタ (Adriano Panatta) （イタリア）
- ジェームズ・セシル・パーク (James Cecil Parke) （アイルランド）
- アーニー・パーカー (Ernie Parker) （オーストラリア）
- フランク・パーカー (Frank Parker) （アメリカ）
- ブラッド・パークス (Brad Parks) （アメリカ）
- トラビス・パロット (Travis Parrott) （アメリカ）
- オニー・パルン (Onny Parun) （ニュージーランド）
- チャーリー・パサレル (Charlie Pasarell) （プエルトリコ）
- ジェラルド・パターソン (Gerald Patterson) （オーストラリア）
- バッジ・パティー (Budge Patty) （アメリカ）
- トミー・ポール（Tommy Paul）（アメリカ）
- アンドレイ・パベル (Andrei Pavel) （ルーマニア）
- マテ・パビッチ (Mate Pavić) （クロアチア）
- ビクトル・ペッチ (Victor Pecci) （パラグアイ）
- ジョン・ピアース (John Peers) （オーストラリア）
- ギド・ペラ (Guido Pella) （アルゼンチン）
- ミカエル・ペルンフォルス (Mikael Pernfors) （スウェーデン）
- フレッド・ペリー (Fred Perry) （イングランド）
- イボン・ペトラ (Yvon Petra) （フランス）
- トム・ペティット (Tom Pettitt) （アメリカ）
- フィリップ・ペッシュナー (Philipp Petzschner) （ドイツ）
- アレクサンダー・ペヤ (Alexander Peya) （オーストリア）
- マーク・フィリプーシス (Mark Philippoussis) （オーストラリア）
- ニコラ・ピエトランジェリ (Nicola Pietrangeli) （イタリア）
- ニコラ・ピリッチ (Nikola Pilić) （ユーゴスラビア → 現クロアチア）
- ジョシュア・ピム (Joshua Pim) （アイルランド）
- セドリック・ピオリーン (Cédric Pioline) （フランス）
- クリスチャン・プレス (Kristian Pless) （デンマーク）
- アレクセイ・ポピリン (Alexei Popyrin) （オーストラリア）
- バセク・ポシュピシル (Vasek Pospisil) （カナダ）
- リュカ・プイユ (Lucas Pouille) （フランス）
- アンドレ・プレボー (André Prévost) （フランス）
- デビッド・プリノジル (David Prinosil) （ドイツ）
- ミハル・プシシェズニ (Michał Przysiężny) （ポーランド）
- マリアノ・プエルタ (Mariano Puerta) （アルゼンチン）

## Q
- サム・クエリー (Sam Querrey) （アメリカ）
- エイドリアン・クイスト (Adrian Quist) （オーストラリア）

## R
- パトリック・ラフター (Patrick Rafter) （オーストラリア）
- ウパーリ・ラジャカルナ (Upali Rajakaruna) （スリランカ）
- デニス・ラルストン (Dennis Ralston) （アメリカ）
- アンディ・ラム (Andy Ram) （イスラエル）
- ラジーブ・ラム (Rajeev Ram) （アメリカ）
- ラウル・ラミレス (Raúl Ramírez) （メキシコ）
- ミロシュ・ラオニッチ (Milos Raonic) （カナダ）
- ルイス・レイモンド (Louis Raymond) （南アフリカ）
- リッチー・レネバーグ (Richey Reneberg) （アメリカ）
- アーネスト・レンショー (Ernest Renshaw) （イングランド）
- ウィリアム・レンショー (William Renshaw) （イングランド）
- ホーレス・ライス (Horace Rice) （オーストラリア）
- ハミルトン・リチャードソン (Hamilton Richardson) （アメリカ）
- マーティー・リーセン (Marty Riessen) （アメリカ）
- ボビー・リッグス (Bobby Riggs) （アメリカ）
- ビンセント・リチャーズ (Vincent Richards) （アメリカ）
- マルセロ・リオス (Marcelo Ríos) （チリ）
- フランク・ライスリー (Frank Riseley) （イングランド）
- ジョシア・リッチー (Josiah Ritchie) （イングランド）
- アンドレイ・ルブレフ (Andrey Rublev) （ロシア）
- マイケル・ラッセル (Michael Russell) （アメリカ）
- ステファン・ロベール (Stéphane Robert) （フランス）
- トミー・ロブレド (Tommy Robredo) （スペイン）
- トニー・ローチ (Tony Roche) （オーストラリア）
- オリビエ・ロクス (Olivier Rochus) （ベルギー）
- アンディ・ロディック (Andy Roddick) （アメリカ）
- エドゥアール・ロジェ＝バセラン (Édouard Roger-Vasselin) （フランス）
- ジャン＝ジュリアン・ロジェ (Jean-Julien Rojer) （オランダ領アンティル → オランダ）
- メルビン・ローズ (Mervyn Rose) （オーストラリア）
- ケン・ローズウォール (Ken Rosewall) （オーストラリア）
- ルカシュ・ロソル (Lukáš Rosol) （チェコ）
- マルク・ロセ (Marc Rosset) （スイス）
- ホルガ・ルーネ（Holger Rune）（デンマーク）
- グレグ・ルーゼドスキー (Greg Rusedski) （イギリス）
- キャスパー・ルード (Casper Ruud) （ノルウェー）

## S
- アンドレ・サ (André Sá) （ブラジル）
- ジョン・サドリ (John Sadri) （アメリカ）
- マラト・サフィン (Marat Safin) （ロシア）
- 齋田悟司 (Satoshi Saida) （日本）
- 坂井利郎 (Toshiro Sakai) （日本）
- 坂本怜 (Rei Sakamoto) （日本）
- ピート・サンプラス (Pete Sampras) （アメリカ）
- エミリオ・サンチェス (Emilio Sánchez) （スペイン）
- ハビエル・サンチェス (Javier Sánchez) （スペイン）
- テニーズ・サンドグレン (Tennys Sandgren) （アメリカ）
- マニュエル・サンタナ (Manuel Santana) （スペイン）
- ファブリス・サントロ (Fabrice Santoro) （フランス）
- サルギス・サルグシアン (Sargis Sargsian) （アルメニア）
- 佐藤博康 (Hiroyasu Sato) （日本）
- 佐藤次郎 (Jiro Sato) （日本）
- ディック・サビット (Dick Savitt) （アメリカ）
- チャン・シャルケン (Sjeng Schalken) （オランダ）
- マイケル・シェファース (Maikel Scheffers) （オランダ）
- ウルフ・シュミット (Ulf Schmidt) （スウェーデン）
- ハインリヒ・ションブルク (Heinrich Schomburgk) （ドイツ）
- テッド・シュローダー (Ted Schroeder) （アメリカ）
- ライナー・シュットラー (Rainer Schüttler) （ドイツ）
- エドゥアルド・シュワンク (Eduardo Schwank) （アルゼンチン）
- ディエゴ・シュワルツマン (Diego Schwartzman) （アルゼンチン）
- ジーン・スコット (Gene Scott) （アメリカ）
- リチャード・シアーズ (Richard Sears) （アメリカ）- 第1回全米オープン優勝者
- フランク・セッジマン (Frank Sedgman) （オーストラリア）
- ロバート・セグソ (Robert Seguso) （アメリカ）
- ビック・セイシャス (Vic Seixas) （アメリカ）
- 関口周一 (Shuichi Sekiguchi) （日本）
- ドゥディ・セラ (Dudi Sela) （イスラエル）
- アンドレアス・セッピ (Andreas Seppi) （イタリア）
- フローラン・セラ (Florent Serra) （フランス）
- チアゴ・ザイボチ・ヴィウチ (Thiago Seyboth Wild) （ブラジル）
- デニス・シャポバロフ (Denis Shapovalov) （カナダ）
- ベン・シェルトン (Ben Shelton) （アメリカ）
- フランク・シールズ (Frank Shields) （アメリカ）
- 島袋将 (Sho Shimabukuro) （日本）
- トーマス嶋田 (Thomas Shimada) （日本）
- 清水悠太 (Yuta Shimizu) （日本）
- 清水善造 (Zenzo Shimizu) （日本）
- 白石正三 (Syouzo Shiraishi) （日本）
- イゴル・セイスリンフ (Igor Sijsling) （オランダ）
- ジル・シモン (Gilles Simon) （フランス）
- ヤニック・シナー (Jannik Sinner) （イタリア）
- オーランド・シロラ (Orlando Sirola) （イタリア）
- ホルスト・スコッフ (Horst Skoff) （オーストリア）
- ヘンリー・スローカム (Henry Slocum) （アメリカ）
- パベル・スロジル (Pavel Slozil) （チェコスロバキア）
- トマシュ・スミッド (Tomáš Šmíd) （チェコスロバキア）
- シドニー・スミス (Sidney Smith) （イングランド）
- スタン・スミス (Stan Smith) （アメリカ）
- ブルーノ・ソアレス (Bruno Soares) （ブラジル）
- ジャック・ソック (Jack Sock) （アメリカ）
- ロビン・セーデリング (Robin Söderling) （スウェーデン）
- 添田豪 (Go Soeda) （日本）
- ハロルド・ソロモン (Harold Solomon) （アメリカ）
- ジョアン・ソウザ (João Sousa) （ポルトガル）
- ロレンツォ・ソネゴ (Lorenzo Sonego) （イタリア）
- ビンセント・スペイディア (Vincent Spadea) （アメリカ）
- フランコ・スキラーリ (Franco Squillari) （アルゼンチン）
- パラドーン・スリチャパン (Paradorn Srichaphan) （タイ）
- セルジー・スタホフスキー (Sergiy Stakhovsky) （ウクライナ）
- ポティート・スタラーチェ (Potito Starace) （イタリア）
- ジョナサン・スターク (Jonathan Stark) （アメリカ）
- ジョルジオ・デ・ステファーニ (Giorgio de Stefani) （イタリア）
- ラデク・ステパネク (Radek Štěpánek) （チェコ）
- ミヒャエル・シュティヒ (Michael Stich) （ドイツ）
- フレッド・ストール (Fred Stolle) （オーストラリア）
- サンドン・ストール (Sandon Stolle) （オーストラリア）
- ジェイソン・ストルテンバーグ (Jason Stoltenberg) （オーストラリア）
- ヤン＝レナルト・シュトルフ (Jan-Lennard Struff) （ドイツ）
- エリック・スタージェス (Eric Sturgess) （南アフリカ）
- 杉田祐一 (Yuichi Sugita) （日本）
- シリル・スーク (Cyril Suk) （チェコ）
- 鈴木貴男 (Takao Suzuki) （日本）
- ライアン・スウィーティング (Ryan Sweeting) （バハマ → アメリカ）

## T
- 高田充 (Mitsuru Takada) （日本）
- 高橋悠介 (Yusuke Takahashi) （日本）
- ビル・タルバート (Bill Talbert) （アメリカ）
- 谷澤英彦 (Hidehiko Tanizawa)　（日本）
- ロスコー・タナー (Roscoe Tanner) （アメリカ）
- ジェフ・タランゴ (Jeff Tarango) （アメリカ）
- ブライアン・ティーチャー (Brian Teacher) （アメリカ）
- ホリア・テカウ (Horia Tecău) （ルーマニア）
- 寺地貴弘 (Takahiro Terachi) （日本）
- ドミニク・ティーム (Dominic Thiem) （オーストリア）
- ジョーダン・トンプソン (Jordan Thompson) （オーストラリア）
- フランシス・ティアフォー (Frances Tiafoe) （アメリカ）
- ビル・チルデン (Bill Tilden) （アメリカ）
- ヤンコ・ティプサレビッチ (Janko Tipsarević) （セルビア）
- イオン・ティリアック (Ion Ţiriac) （ルーマニア）
- ヘンドリク・ティマー (Hendrik Timmer) （オランダ）
- バーナード・トミック (Bernard Tomic) （オーストラリア）
- トニー・トラバート (Tony Trabert) （アメリカ）
- フリードリヒ・トラウン (Friedrich Traun) （ドイツ）
- ビクトル・トロイツキ (Viktor Troicki) （セルビア）
- 曾俊欣 (Tseng Chun-hsin) （台湾）
- ジョー＝ウィルフリード・ツォンガ (Jo-Wilfried Tsonga) （フランス）
- ステファノス・チチパス (Stefanos Tsitsipas) （ギリシャ）
- 土橋登志久 (Toshihisa Tsuchihashi) （日本）
- 辻野隆三 (Ryuso Tsujino) （日本）
- ドミトリー・トゥルスノフ (Dmitry Tursunov) （ロシア）

## U
- 内田海智 (Kaichi Uchida) （日本）
- 内山靖崇 (Yasutaka Uchiyama) （日本）
- ケビン・ウリエット (Kevin Ullyett) （ジンバブエ）
- トルベン・ウルリッヒ (Torben Ulrich) （デンマーク）

## V
- ダニエル・バチェク (Daniel Vacek) （チェコ）
- マリアン・バイダ (Marián Vajda) （チェコスロバキア → スロバキア）
- ボーテッィク・ファン・デ・ザンスフルプ（Botic van de Zandschulp）（オランダ）
- ジョン・バン・リン (John Van Ryn) （アメリカ）
- マイケル・ヴィーナス (Michael Venus) （ニュージーランド）
- フェルナンド・ベルダスコ (Fernando Verdasco) （スペイン）
- マルティン・フェルカーク (Martin Verkerk) （オランダ）
- イジー・ベセリー (Jiří Veselý) （チェコ）
- ギリェルモ・ビラス (Guillermo Vilas) （アルゼンチン）
- エルスワース・バインズ (Ellsworth Vines) （アメリカ）
- ロナルト・ヴィンク (Ronald Vink) （オランダ）
- アルベルト・ラモス＝ビノラス (Albert Ramos-Viñolas) （スペイン）
- パベル・ビズネル (Pavel Vízner) （チェコ）
- フィリッポ・ボランドリ (Filippo Volandri) （イタリア）
- アレクサンドル・ボルコフ (Alexander Volkov) （ロシア）
- ウラジミール・ボルチコフ (Vladimir Voltchkov) （ベラルーシ）

## W
- ホルコム・ウォード (Holcombe Ward) （アメリカ）
- キム・ウォーウィック (Kim Warwick) （オーストラリア）
- 渡辺康二 (Koji Watanabe) （日本）
- 綿貫陽介 (Yosuke Watanuki) （日本）
- ワトソン・ウォッシュバーン (Watson Washburn) （アメリカ）
- マラビーヤ・ワシントン (MaliVai Washington) （アメリカ）
- スタン・ワウリンカ (Stan Wawrinka) （スイス）
- シュラガ・ワインバーグ (Shraga Weinberg) （イスラエル）
- ポール・ウェケサ (Paul Wekesa) （ケニア）
- デビッド・ウィートン (David Wheaton) （アメリカ）
- マルコム・ホイットマン (Malcolm Whitman) （アメリカ）
- マッツ・ビランデル (Mats Wilander) （スウェーデン）
- アンソニー・ワイルディング (Anthony Wilding) （ニュージーランド）
- リチャード・ノリス・ウィリアムズ (Richard Norris Williams) （アメリカ）
- ウォルター・クロプトン・ウィングフィールド (Walter Clopton Wingfield) （ウェールズ）- ローンテニスの考案者
- チャールズ・ウィンスロー (Charles Winslow) （南アフリカ）
- シドニー・ウッド (Sidney Wood) （アメリカ）
- トッド・ウッドブリッジ (Todd Woodbridge) （オーストラリア）
- マーク・ウッドフォード (Mark Woodforde) （オーストラリア）
- マックス・ウーズナム (Max Woosnam) （イングランド）
- ロバート・レン (Robert Wrenn) （アメリカ）
- ビールズ・ライト (Beals Wright) （アメリカ）

## Y
- 山岸二郎 (Jiro Yamagishi) （日本）
- ドナルド・ヤング (Donald Young) （アメリカ）
- ミハイル・ユージニー (Mikhail Youzhny) （ロシア）
- ワシウ・ユスフ (Wasiu Yusuf) （ペルー）
- ハイメ・イサガ (Jaime Yzaga) （ペルー）

## Z
- マリアノ・サバレタ (Mariano Zabaleta) （アルゼンチン）
- オラシオ・セバジョス (Horacio Zeballos) （アルゼンチン）
- ネナド・ジモニッチ (Nenad Zimonjić) （セルビア）
- スロボダン・ジボイノビッチ (Slobodan Živojinović) （ユーゴスラビア）
- アレクサンダー・ズベレフ (Alexander Zverev) （ドイツ）
- ミーシャ・ズベレフ (Mischa Zverev) （ドイツ）